# Lutino

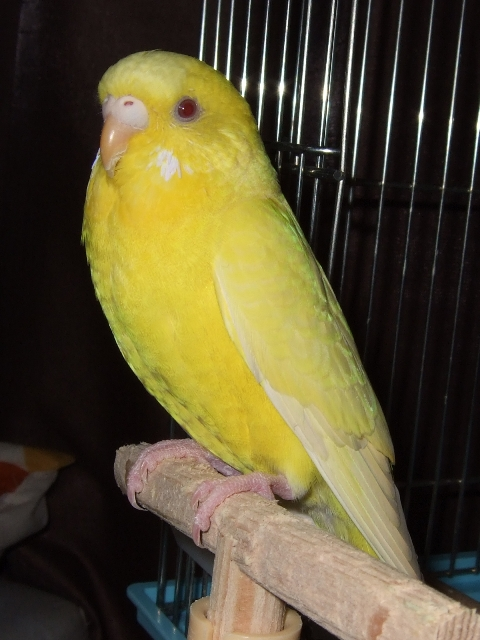
Periquito-australiano lutino. Amarelo, com olhos vermelhos

Lutino é uma padronagem de aves, originada de um fenômeno genético chamado Lutinismo, que nada mais é que um defeito genético que impede a síntese de melanina pelas aves. Desta forma, na ausência da melanina, as aves mostram-se na cor de seus pigmentos restantes que, no caso dos Agapornis e da grande maioria dos psitacídeos, são as psitacinas, pigmentos que vão do amarelo limão ao vermelho.

## Padronagens

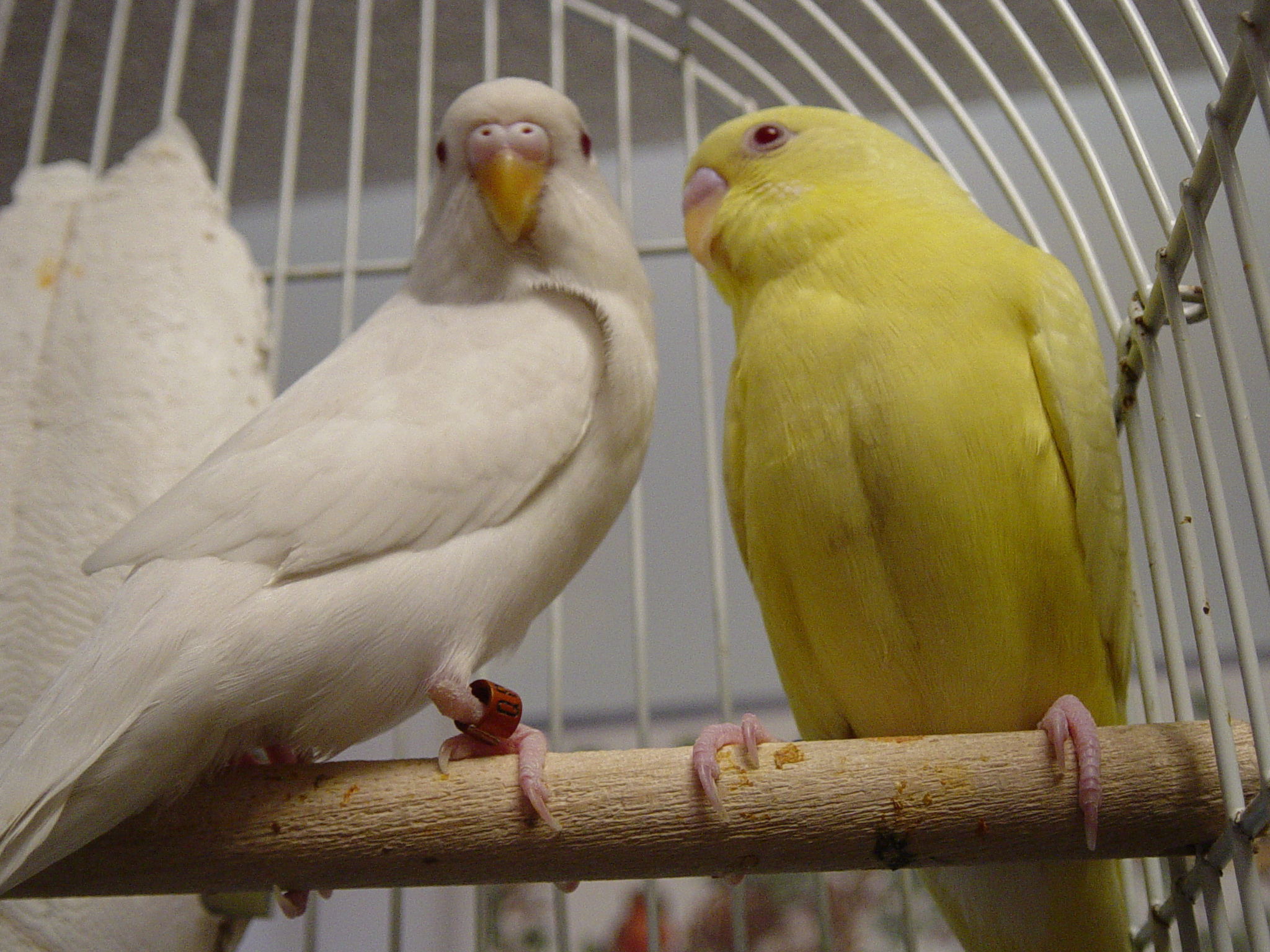
Periquito-australiano lutino à direita, e albino à esquerda.

### Periquito Lutino
Criada diversas vezes durante o século XIX, só foi definitivamente fixada nos anos trinta do século passado. Os Lutinos têm uma tonalidade fortemente amarela e olhos vermelhos. A cera dos machos adultos é de cor púrpura, ao contrário do azul normal. A cera das fêmeas é de cor acastanhada como é normal. Tanto o bico do macho quanto o da fêmea são de cor amarelo forte e a pele das patas é cor de rosa claro tal como acontece com os Albinos. Esta variedade é recessiva relacionada com o sexo.

### Periquito Albino
O periquito Albino é um periquito todo branco e que possui os olhos vermelhos.

### Periquito Comum
O periquito comum é aquele periquito que possui em seu dorso listras uniformes que seguem do topo da cabeça até a ponta das asas. Estes periquitos podem ter diversas cores como: verde, celeste (azul claro), cobalto (azul escuro), cinza, verde cinza, violeta, malva, etc.

### Calopsita Lutino
A calopsita lutino é uma das mutações de cor mais populares de calopsita. Ela caracteriza-se por penas predominantemente brancas a amarelo-claras e manchas circulares laranja ou vermelhas nas bochechas. Essa padronagem presente em calopsitas tornou-se muito popular e surgiu nos Estados Unidos em 1958. No Brasil, a calopsita lutino teria começado a aparecer a partir da década de 1970.

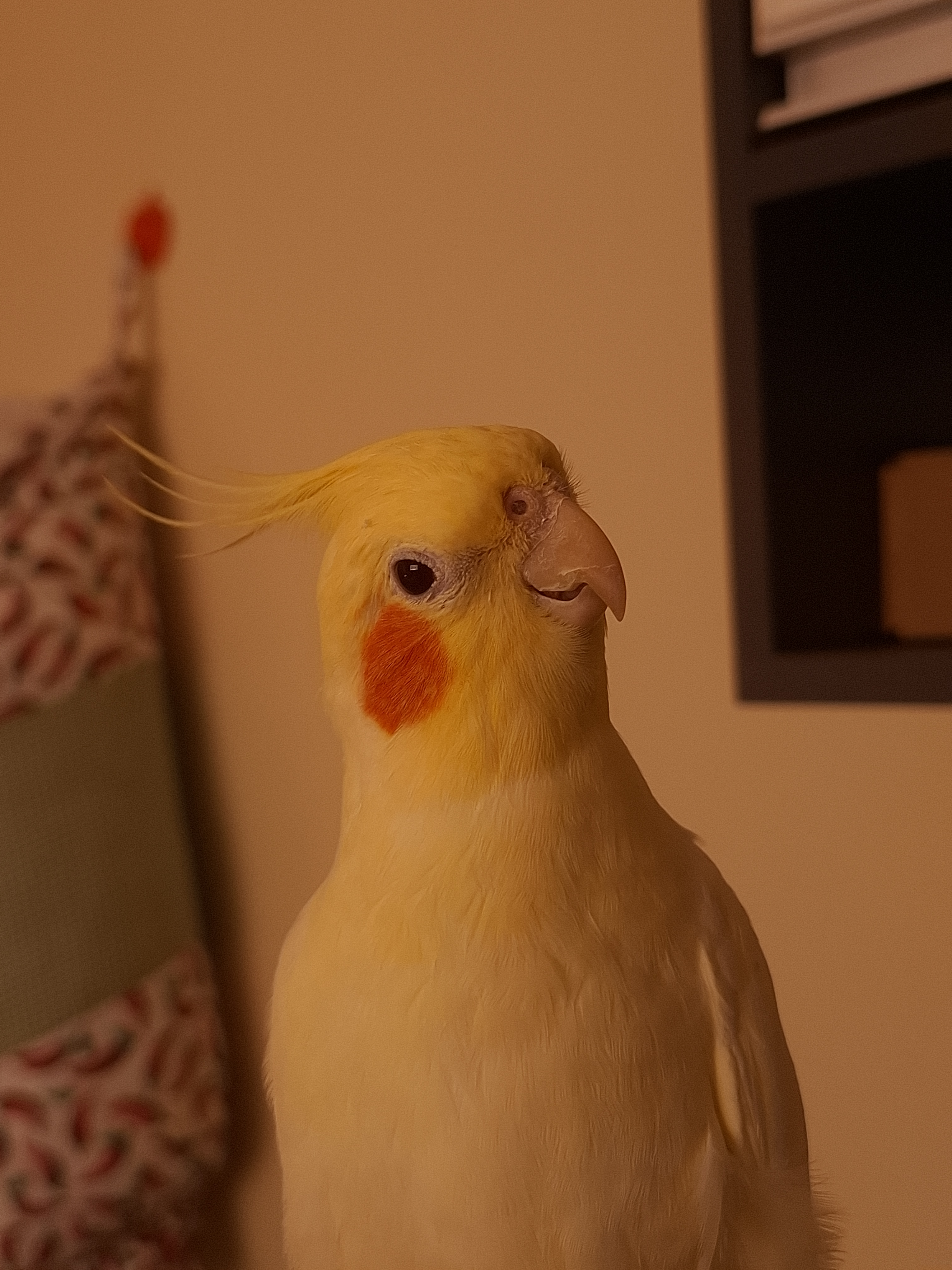
Calopsita Lutino. Amarelo, com Bochechas Laranjas